# Tori Amos diskografi
Detta är en diskografi för den amerikanska sångerskan, pianisten och kompositören Tori Amos.
Sedan Tori Amos skivdebut 1992 har hon givit ut 14 studioalbum, varav alla utom de två första är producerade på egen hand. Vidare består hennes diskografi av två livealbum, två officiella bootlegserier, två samlingar och ett stort antal singlar.

## Studioalbum
- 1992 – Little Earthquakes
- 1994 – Under the Pink
- 1996 – Boys for Pele
- 1998 – From the Choirgirl Hotel
- 1999 – To Venus and Back
- 2001 – Strange Little Girls
- 2002 – Scarlet's Walk
- 2005 – The Beekeeper
- 2007 – American Doll Posse
- 2009 – Abnormally Attracted to Sin
- 2009 – Midwinter Graces
- 2011 – Night of Hunters
- 2012 – Gold Dust
- 2014 – Unrepentant Geraldines
- 2017 – Native Invader
- 2021 – Ocean to Ocean

## Livealbum
- 1999 – To Venus and Back
- 2008 – Live at Montreux 1991/1992

## Officiella bootlegs
- 2005 - The Original Bootlegs
- 2007 - Legs and Boots

## Samlingar
- 1994 – More Pink: The B-Sides
- 2003 – Tales of a Librarian
- 2006 – A Piano: The Collection (samlingsbox)

## EP
- 1992 – Crucify (maxisingel)
- 1996 – Hey Jupiter (maxisingel)
- 2004 – Scarlet's Hidden Treasures
- 2005 – Exclusive Session

## Singlar
- 1991 – "Me and a Gun"
- 1991 – "Silent All These Years"
- 1992 – "China"
- 1992 – "Winter"
- 1992 – "Crucify"
- 1992 – "Silent All These Years" (återlanserad för Storbritannien)
- 1994 – "Cornflake Girl"
- 1994 – "God"
- 1994 – "Pretty Good Year"
- 1994 – "Past the Mission"
- 1996 – "Caught a Lite Sneeze"
- 1996 – "Talula"
- 1996 – "Hey Jupiter" / "Professional Widow"
- 1996 – "Professional Widow"
- 1996 – "In the Springtime of His Voodoo"
- 1997 – "Silent All These Years" (nyutgåva)
- 1998 – "Spark"
- 1998 – "Raspberry Swirl"
- 1998 – "Jackie's Strength"
- 1998 – "Cruel" / "Raspberry Swirl"
- 1999 – "Jackie's Strength" (remixer)
- 1999 – "Bliss"
- 1999 – "1000 Oceans"
- 1999 – "Glory of the 80s"
- 2000 – "Concertina"
- 2001 – "Strange Little Girl"
- 2002 – "A Sorta Fairytale"
- 2003 – "Taxi Ride" (promosingel)
- 2003 – "Strange" (promosingel)
- 2003 – "Don't Make Me Come to Vegas" (endast 12")
- 2003 – "Mary" (promosingel)
- 2003 – "Angels" (promosingel)
- 2005 – "Sleeps with Butterflies" (promosingel)
- 2005 – "Sweet the Sting" (promosingel)
- 2005 – "Cars and Guitars" (promosingel)
- 2007 – "Big Wheel" (promosingel)
- 2007 – "Bouncing off Clouds" (promosingel)
- 2007 – "Almost Rosey" (promosingel)
- 2009 – "Welcome to England"
- 2009 – "A Silent Night with You"
- 2011 – "Carry"

## Videografi

### Videoalbum
- 1992 – Little Earthquakes
- 1998 – Live from New York
- 1998 – Complete Videos 1991–1998
- 2004 – Welcome to Sunny Florida
- 2006 – Fade to Red
- 2008 – Live at Montreux 1991/1992

### Musikvideor
| 1991                                                       | "Silent All These Years"      | Cindy Palmano                  | Little Earthquakes          |
| 1992                                                       | "China"                       | Cindy Palmano                  | Little Earthquakes          |
| 1992                                                       | "Winter"                      | Cindy Palmano                  | Little Earthquakes          |
| 1992                                                       | "Crucify"                     | Cindy Palmano                  | Little Earthquakes          |
| 1994                                                       | "Cornflake Girl" (UK version) | Big TV!                        | Under the Pink              |
| 1994                                                       | "God"                         | Melodie McDaniel               | Under the Pink              |
| 1994                                                       | "Pretty Good Year"            | Cindy Palmano & Sam Riley      | Under the Pink              |
| 1994                                                       | "Cornflake Girl" (US version) | Tori Amos & Nancy Bennett      | Under the Pink              |
| 1994                                                       | "Past the Mission"            | Jake Scott                     | Under the Pink              |
| 1996                                                       | "Caught a Lite Sneeze"        | Mike Lipscombe                 | Boys for Pele               |
| 1996                                                       | "Talula"                      | Mark Kohr                      | Boys for Pele               |
| 1996                                                       | "Hey Jupiter"                 | Earle Sebastian                | Boys for Pele               |
| 1996                                                       | "Professional Widow"          | Okänd                          | Boys for Pele               |
| 1998                                                       | "Spark"                       | James Brown                    | From the Choirgirl Hotel    |
| 1998                                                       | "Jackie's Strength"           | James Brown                    | From the Choirgirl Hotel    |
| 1998                                                       | "Raspberry Swirl"             | Barnaby & Scott                | From the Choirgirl Hotel    |
| 1999                                                       | "Jackie's Strength"           | James Brown                    | From the Choirgirl Hotel    |
| 1999                                                       | "Bliss"                       | Loren Haynes                   | To Venus and Back           |
| 1999                                                       | "1000 Oceans"                 | Erick Ifergan                  | To Venus and Back           |
| 1999                                                       | "Glory of the '80s"∞          | Erick Ifergan                  | To Venus and Back           |
| 2001                                                       | "Strange Little Girl"∞        | David Slade                    | Strange Little Girls        |
| 2002                                                       | "A Sorta Fairytale"           | Sanji                          | Scarlet's Walk              |
| 2003                                                       | "Mary"∞                       | Okänd                          | Tales of a Librarian        |
| 2005                                                       | "Sleeps with Butterflies"     | Laurent Briet                  | The Beekeeper               |
| 2005                                                       | "Sweet the Sting"             | Alex Smith                     | The Beekeeper               |
| 2007                                                       | "Big Wheel"                   | Tori Amos & Blaise Reutersward | American Doll Posse         |
| 2007                                                       | "Bouncing off Clouds"∞        | Tori Amos & Blaise Reutersward | American Doll Posse         |
| 2009                                                       | "Welcome to England"∞         | Christian Lamb                 | Abnormally Attracted to Sin |
| 2011                                                       | "Carry"∞                      | Victor de Mello                | Night of Hunters            |
| 2011                                                       | "Nautical Twilight"∞          | Victor de Mello                | Night of Hunters            |
| ∞ denoterar en video som inte utgavs i kommersiellt syfte. |                               |                                |                             |